# 伊藤千晃
伊藤千晃（日语：／，1987年1月10日），日本的歌手、模特兒、設計師，身高153公分。所屬公司AVEX，為團體AAA的前成員，日本愛知縣名古屋市出身，愛知縣立小牧高等學校畢業。被日本高中女生廣泛奉為21世纪「新潮流」的代言人。曾受邀出演華語電視劇，在華人地區也擁有一定知名度。

## 經歷
- 2004年，在Avex甄選會2004中合格。
- 2005年5月，出演日本電視台的音樂節目「歌唱巨星！」，而伊藤亦因這個節目而被AAA的經紀人相中。
- 2005年6月，加入AAA成為其中一員。
- 2006年
  - 1月，擔任東京電視台的音樂情報節目「音時間」的主持。
  - 2月，出演富士電視台的電視劇「彼らの海・VIII -Sentimental Journey-」，飾演杉本渚。
  - 4月，擔任中京電視台的節目「D4」的主持。
- 2007年
  - 4月，擔任「D4」的後續節目「F2C」的主持。
  - 10月20日，與AAA的隊長浦田直也合演的電影「heat island」上映。
- 2008年
  - 5月，出演台灣電視劇「蜂蜜幸運草」，飾演女主角華本育。
  - 7月5日，參與第19屆台灣金曲獎，與蜂蜜幸運草的演員群一起組成了樂團「CLOVER」進行表演。
  - 7月21日，參與了動畫「World Destruction~毀滅世界的六人~」的聲優工作。
- 2009年
  - 4月16日，出演TBS電視台的節目「女神檢索」。
  - 7月1日，在名古屋巨蛋舉行的棒球賽「阪神對中日」之戰中擔任了開球式的工作。
- 2011年
  - 5月12日，在廣告攝影中受傷（右肘關節脫臼，右膝蓋碰），之后『Buzz Communication tour』的9場公演都缺席。
  - 6月3日，在「Buzz Communication tour」的三重公演復歸。
  - 12月16日，1st寫真集「chercher」發售。
  - 12月17日，紀伊國屋書店新宿南店特設會舉行1st寫真《chercher》的發行紀念握手会，聚集了粉絲1500人。
- 2012年
  - 3月4日在アスナル金山（名古屋市）舉行了「FMAICHI公開錄音〜AAA伊藤千晃トークショー（脫口秀）」。
  - 3月30日出席『ディースクエアード東京』的招待會。
  - 5月16日開設官方部落格「美食音(びじょ)Diary」。
  - 5月17日在官方部落格中宣布「少年蔬菜侍酒师」資格考試合格。
  - 8月11日在澀谷PARCO·ABC的澀谷PARCO烹調工作室舉行了「プレミアムクッキング（高級烹飪）」的活動。
- 2013年，2月10日在名古屋的ANA皇冠廣場飯店舉行了特别談話LIVE。
- 2017年
  - 1月12日，宣布已在去年12月與企業家男友登記結婚，並已經懷孕3個月，將於3月從AAA畢業。
  - 3月31日，正式從AAA畢業。
  - 7月19日，第1子出生。

## 簡介
- 座右銘：每一瞬間都是很重要的
- 受影響的歌曲：globe的「Many Classic Moments」
- 興趣：nail-art、香水收集
- 活動中的自信：演技
- 喜歡的顏色：紅色系
- 喜歡的食物：巧克力、烤肉
- 喜歡的藝人：濱崎步、globe
- 主要成就：日本公投最時尚女明星第5位、日本女性最崇拜女明星第9位
- 其他：運動能力很高，經驗很少的舞蹈也成長迅速有目共睹

## 人物
- 飼養著一隻名為KIKI的狗。
- 家中有2位姐姐，但是自認著自己是一名妹控。
- 會模仿安東尼奧·豬木（安東尼奧·千晃），在演唱會中常常都會披露。
- 曾經於節目中提到借完東西會經常忘記還，而受到隊長浦田的指責。
- 喜歡我係小忌廉，之前從工作人員手上得到印有該插圖的襪子再感到十分高興。
- 為VOCALOID3其一角色Chika提供聲源，已於2014年10月16日發行。
- 剛加入AAA的時候曾在成員宇野實彩子家借住，在專輯中「ATTACK ALL AROUND」附入的DVD收錄中，提及兩人是可以一起洗澡，在同一張床睡覺的親密關係。

## 出演

### 電視劇
- 彼らの海・VIII -Sentimental Journey-（2006年2月） - 杉本渚
- 蜂蜜幸運草（2008年，華視） - 華本育
  - 演唱插曲「Give Me Love」「幸運草的祝福」
- 新世紀莎士比亞（2008年10月27日 - 2009年1月26日，關西電視台）

### 電影
- heat island（2007年10月） - ヨウコ

### 情報番組
- D4（2006年4月6日 - 2007年3月29日）
- F2C（2007年4月5日 - 2008年3月27日）
- 女神檢索（2009年4月16日 - 2010年3月25日）

### 聲優
- World Destruction~毀滅世界的六人~（2008年） - ナデシコ

## 音楽活動
- Charming Kiss（2014年）- 「Chiaki(AAA)♡Chika」名義でYouTubeにMV公開

## 書籍

### 寫真集
| 年份   | 日期     | 名稱                                             |
| ------ | -------- | ------------------------------------------------ |
| 2011年 | 12月15日 | 《伊藤千晃フォトブック / chercher》              |
| 2012年 | 11月19日 | 《伊藤千晃スタイルBOOK / CHIAKI TYPE AtoZ》      |
| 2014年 | 4月25日  | 《伊藤千晃フォトブック / DESTRUCTION》           |
| 2015年 | 4月17日  | 《伊藤千晃スタイルブック / made in C》           |
| 2017年 | 10月6日  | 《伊藤千晃 フォトブック / CHEERS》               |
| 2021年 | 4月15日  | 《伊藤千晃スタイルブック / My happiness is... 》 |

## 爭議
AAA於2007年7月19日至23日獲邀到美國馬里蘭州舉行的『Otakon 2007』動漫展演出，行程安排到名為High Rock的名勝拍照，拍照之餘，同時用噴漆在石上寫下『JPN AAA 2007』的字樣。成員伊藤千晃於7月25日在部落格上登出他們的塗鴉照片。由於High Rock已被正式列入世界遺產，因此被日本網民狂轟，指他們是日本人的恥辱。

## 外部連結
- PROFILE｜AAA（トリプル・エー）OFFICIAL WEBSITE （页面存档备份，存于）
- 伊藤千晃(AAA)的X（前Twitter）
- 伊藤千晃(AAA)的Instagram帳戶
- 伊藤千晃(AAA)的新浪微博
- AAA 伊藤千晃オフィシャルブログ「美食音（Bijyo）Diary」Powered by Ameba （页面存档备份，存于）
- AAA伊藤千晃's Profile | Candy by Ameba（アメーバ） 無料ホムペ・プロフ
- AAAのA〜調子 （页面存档备份，存于）（2005年11月22日 - 28日）

1. ↑  AAA在美國國家景點塗鴉 的存檔，存档日期2016-05-21.